# Slavey (Krivogachtani)
Slavey (en macédonien Славеј) est un village du sud-ouest de la Macédoine du Nord, situé dans la municipalité de Krivogachtani. Le village comptait 388 habitants en 2002.

## Démographie
Lors du recensement de 2002, le village comptait :
- Macédoniens : 381
- Serbes : 2
- Autres : 5